# Carles I Lluís del Palatinat

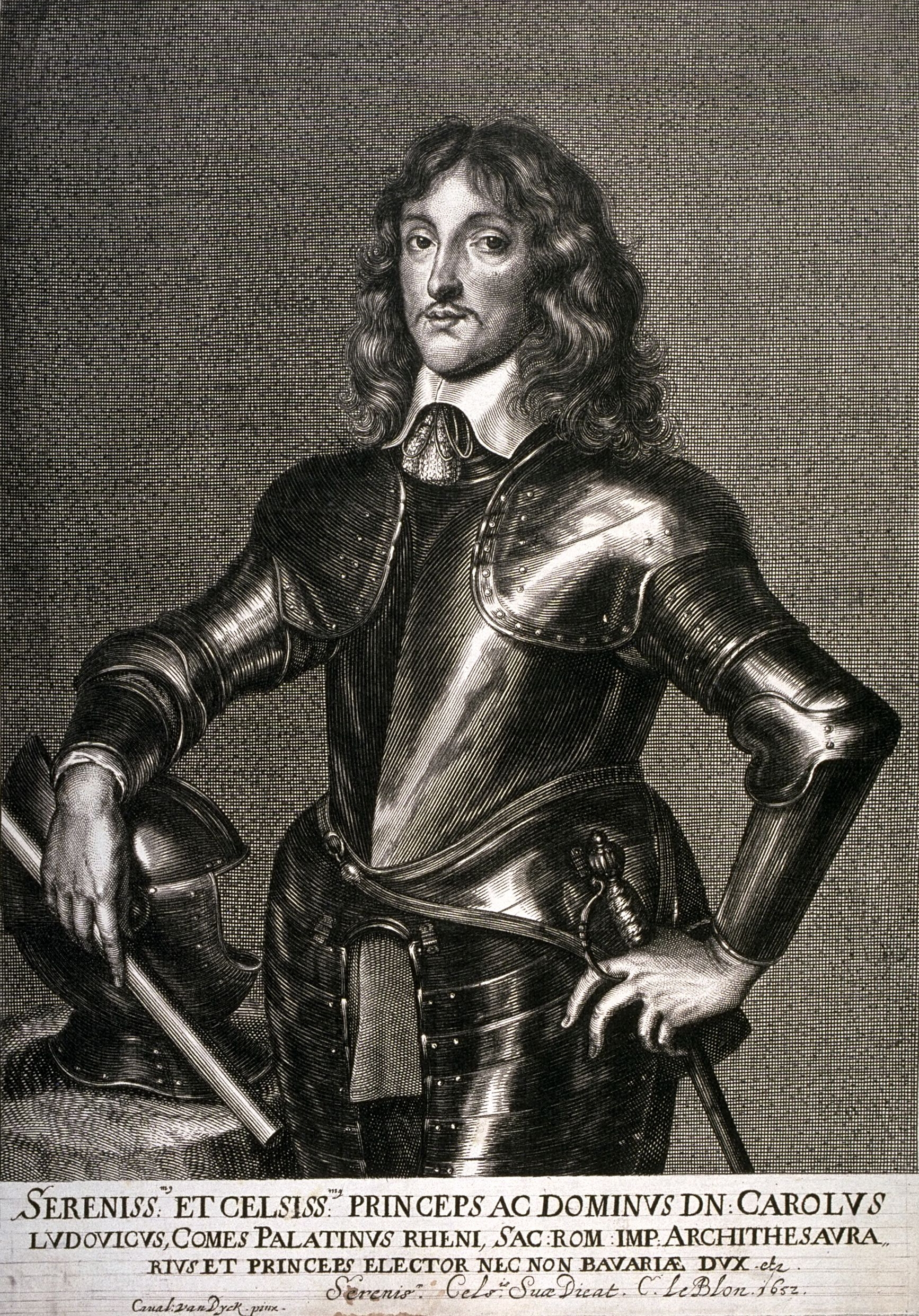
Retrat

Carles I Lluís del Palatinat (Heidelberg 22 de desembre de 1617 - 1680) va ser príncep elector del Palatinat des de 1632 i fins a la seva mort quaranta-vuit anys després.
Nascut a la ciutat de Heidelberg, capital del Palatinat, fill de l'elector Frederic V del Palatinat i de la princesa Elisabet d'Anglaterra, Carles Lluís era net per via paterna de l'elector Frederic IV del Palatinat i de la princesa Lluïsa Juliana d'Orange-Nassau, i per via materna ho era del rei Jaume I d'Anglaterra i de la princesa Anna de Dinamarca.
El dia 22 de febrer de 1650 contragué matrimoni a Kassel amb la landgravina Carlota de Hessen-Kassel, filla del landgravi Guillem V de Hessen-Kassel i d'Amàlia Elisabet de Hanau-Münzenberg. La parella tingué tres fills:
- SM l'elector Carles II, elector palatí, nat a Heidelberg el 1651 i mort el 1685.
- SAR la princesa Elisabet Carlota del Palatinat, nada a Heidelberg el 1652 i morta a París el 1722. Es casà a Versalles amb el príncep Felip d'Orleans.
- SAR el príncep Frederic del Palatinat, nat a Heidelberg el 1653 i mort el mateix any a la capital palatina.

El dia 6 de gener de 1658 es casà a Schwetzingen amb Marie Luise von Degenfeld amb qui tingué tretze fills:
- Karl Ludwig von der Pfalz
- Karoline von der Pfalz
- Luise von der Pfalz
- Ludwig von der Pfalz
- Amalie Elisabeth von der Pfalz
- George Ludwig von der Pfalz
- Frederike von der Pfalz
- Friedrich Wilhelm von der Pfalz
- Karl Eduard von der Pfalz
- Sophie von der Pfalz
- Karl Moritz von der Pfalz
- Karl August von der Pfalz
- Karl Kasimir von der Pfalz

El dia 11 de desembre de 1679 es casà en terceres núpcies amb Elisabeth Hollander von Bernau amb qui tingué un únic fill: Charles Louis von der Pfalz.
Després de la mort del seu germà gran l'any 1629, Carles Lluís esdevingué hereu del Palatinat i heretà l'any 1632. Com a conseqüència de l'exili que vivia la família palatina des de 1623, Carles Lluís visqué la major part de la dècada de 1630 a la cort del Palau de Saint James al costat del seu oncle, el rei Carles I d'Anglaterra buscant suport per retornat al Palatinat.
Aviat es guanyà l'enemistat del seu oncle que temia que un prolongada estada de Carles Lluís a Anglaterra servís per encapçalar l'oposició creixent a la monarquia anglesa, ja que el jove elector tenia simpaties importants en els cercles del parlamentarisme britànic i especialment del cercle del comte d'Essex. Malgrat tot, en el moment que esclatà la Guerra Civil Anglesa l'any 1640, Carles Lluís es mantingué al costat del seu oncle i s'encarregà de buscar suport, principalment a Espanya, per la causa monàrquica.
L'any 1644 Carles Lluís retornà a Anglaterra amb motiu d'una invitació cursada pel Parlament. A causa d'aquesta visita, els reialistes pensaren que Carles Lluís pretenia que el coronessin com a sobirà d'Anglaterra i aquest fet li guanyà l'enemistat de gran part de la seva família. Això s'intensificà quan anys després s'elegí als Hannover, descendents dels palatins, com a hereus d'Anna I d'Anglaterra i no un Estuard.
Malgrat tot, Carles Lluís es mantingué a Anglaterra fins al 1649. L'any 1648, el Tractat de Westfàlia el restaurà com elector del Palatinat. Malgrat això, Westfàlia únicament li restaurà el Baix Palatinat, ja que mantingué la sobirania de l'elector bavarès en el territori de l'Alt Palatinat.
A la tardor de 1649 retornà al Palatinat que es trobava devastat després de trenta anys de guerra continua. Durant el darrer període de la seva vida es consagrà, durant trenta anys, en la restauració del país, fet que aconseguí amb escreix. Quant a la política exterior, Carles Lluís s'aproximà a França a través del casament de la seva filla, la princesa Elisabet Carlota del Palatinat amb el Duc d'Orleans.